# Tridophyllum lateriflorum
Tridophyllum lateriflorum là loài thực vật có hoa trong họ Hoa hồng. Loài này được (Rydb.) Cockerell miêu tả khoa học đầu tiên năm 1911.